# Ladies Open Lugano 2019
Ladies Open Lugano 2019, oficiálním sponzorským názvem Samsung Open presented by cornèr 2019, byl tenisový turnaj pořádaný jako součást ženského okruhu WTA Tour, který se odehrával na otevřených antukových dvorcích areálu TC Lido Lugano. Probíhal mezi 8. až 14. dubnem 2019 v jihošvýcarském Luganu jako třetí ročník turnaje.
Událost s rozpočtem 250 000 dolarů patřila do kategorie WTA International Tournaments. Nejvýše nasazenou hráčkou ve dvouhře se stala dvacátá první hráčka světa Belinda Bencicová ze Švýcarska, kterou v úvodním kole vyřadila Němka Antonia Lottnerová. Jako poslední přímá účastnice do dvouhry nastoupila 126. hráčka žebříčku Polka Iga Świąteková, která postoupila do prvního kariérního finále.
Třetí singlový titul na okruhu WTA Tour vybojovala 28letá Slovinka Polona Hercogová. Premiérovou společnou trofej ze čtyřhry si odvezla rumunská dvojice Sorana Cîrsteaová a Andreea Mituová.

## Distribuce bodů a finančních odměn

### Distribuce bodů
| Soutěž  | vítězky | finalistky | semifinalistky | čtvrtfinalistky | 16 v kole | 32 v kole | Q  | Q2 | Q1 |
| ------- | ------- | ---------- | -------------- | --------------- | --------- | --------- | -- | -- | -- |
| dvouhra | 280     | 180        | 110            | 60              | 30        | 1         | 18 | 12 | 1  |
| čtyřhra | 280     | 180        | 110            | 60              | 1         | —         | —  | —  | —  |

### Finanční odměny
| dvouhra                               | $43 000 | $21 400 | $11 500 | $6 175 | $3 400 | $2 100 | $1 020 | $600 |
| čtyřhra                               | $12 300 | $6 400  | $3 435  | $1 820 | $960   | —      | —      | —    |
| částky ve čtyřhře jsou uváděny na pár |         |         |         |        |        |        |        |      |

## Ženská dvouhra

### Nasazení
| Stát                         | Hráčka                    | WTA | Nasazení |
| ---------------------------- | ------------------------- | --- | -------- |
| Švýcarsko                    | Belinda Bencicová         | 21. | 1.       |
| Španělsko                    | Carla Suárezová Navarrová | 27. | 2.       |
| Slovensko                    | Viktória Kužmová          | 44. | 3.       |
| Belgie                       | Alison Van Uytvancková    | 52. | 4.       |
| Francie                      | Pauline Parmentierová     | 54. | 5.       |
| Rusko                        | Jekatěrina Alexandrovová  | 56. | 6.       |
| Švédsko                      | Rebecca Petersonová       | 60. | 7.       |
| Bělorusko                    | Věra Lapková              | 65. | 8.       |
| Žebříček WTA k 1. dubnu 2019 |                           |     |          |

### Jiné formy účasti
Následující hráčky obdržely divokou kartu do hlavní soutěže:
- Ylena In-Albonová
- Světlana Kuzněcovová
- Jil Teichmannová

Následující hráčky postoupily z kvalifikace:
- Magdalena Fręchová
- Giulia Gattová-Monticoneová
- Réka Luca Janiová
- Antonia Lottnerová
- Clara Tausonová
- Katarina Zavacká

### Odhlášení
před zahájením turnaje
- Dominika Cibulková → nahradila ji  Kristýna Plíšková
- Alizé Cornetová → nahradila ji  Viktorija Golubicová
- Kirsten Flipkensová → nahradila ji  Timea Bacsinszká
- Anna-Lena Friedsamová → nahradila ji  Tamara Korpatschová
- Camila Giorgiová → nahradila ji  Tereza Smitková
- Anett Kontaveitová → nahradila ji  Mandy Minellaová
- Kristina Mladenovicová → nahradila ji  Arantxa Rusová
- Andrea Petkovicová → nahradila ji  Sorana Cîrsteaová
- Julia Putincevová → nahradila ji  Fiona Ferrová
- Markéta Vondroušová → nahradila ji  Mona Barthelová

## Ženská čtyřhra

### Nasazení
| Stát                                                                     | Hráčka                 | Stát       | Hráčka               | WTA  | Nasazení |
| ------------------------------------------------------------------------ | ---------------------- | ---------- | -------------------- | ---- | -------- |
| Rusko                                                                    | Veronika Kuděrmetovová | Kazachstán | Galina Voskobojevová | 114. | 1.       |
| Švédsko                                                                  | Cornelia Listerová     | Česko      | Renata Voráčová      | 171. | 2.       |
| Rumunsko                                                                 | Sorana Cîrsteaová      | Rumunsko   | Andreea Mituová      | 216. | 3.       |
| Švýcarsko                                                                | Belinda Bencicová      | Slovensko  | Viktória Kužmová     | 229. | 4.       |
| Žebříček WTA k 1. dubnu 2019; číslo je součtem umístění obou členek páru |                        |            |                      |      |          |

### Jiné formy účasti
Následující páry obdržely divokou kartu do hlavní soutěže:
- Timea Bacsinszká /  Ylena In-Albonová
- Leonie Küngová /  Clara Tausonová

### Odhlášení
před zahájením turnaje
- Viktorija Golubicová (poranění levé dolní končetiny)[5]

## Přehled finále

### Ženská dvouhra
- Polona Hercogová vs.  Iga Świąteková, 6–3, 3–6, 6–3

### Ženská čtyřhra
- Sorana Cîrsteaová /  Andreea Mituová vs.  Veronika Kuděrmetovová /  Galina Voskobojevová, 1–6, 6–2, [10–8]'